# نكسي
النِكْسِي أو نِكس (بالإنجليزية: The Nixie)‏ هي مخلوقات مُؤنَّسة، وغالبًا أرواح مائية متحولة في الأساطير الجرمانية والفولكلور. لهذه المخلوقات أسماء عديدة، كانت شائعة في قصص جميع الشعوب الجرمانية. كان النظراء الاسكندنافيين من الذكور. بينما النِكسي الألماني حورية نهرية أنثى.

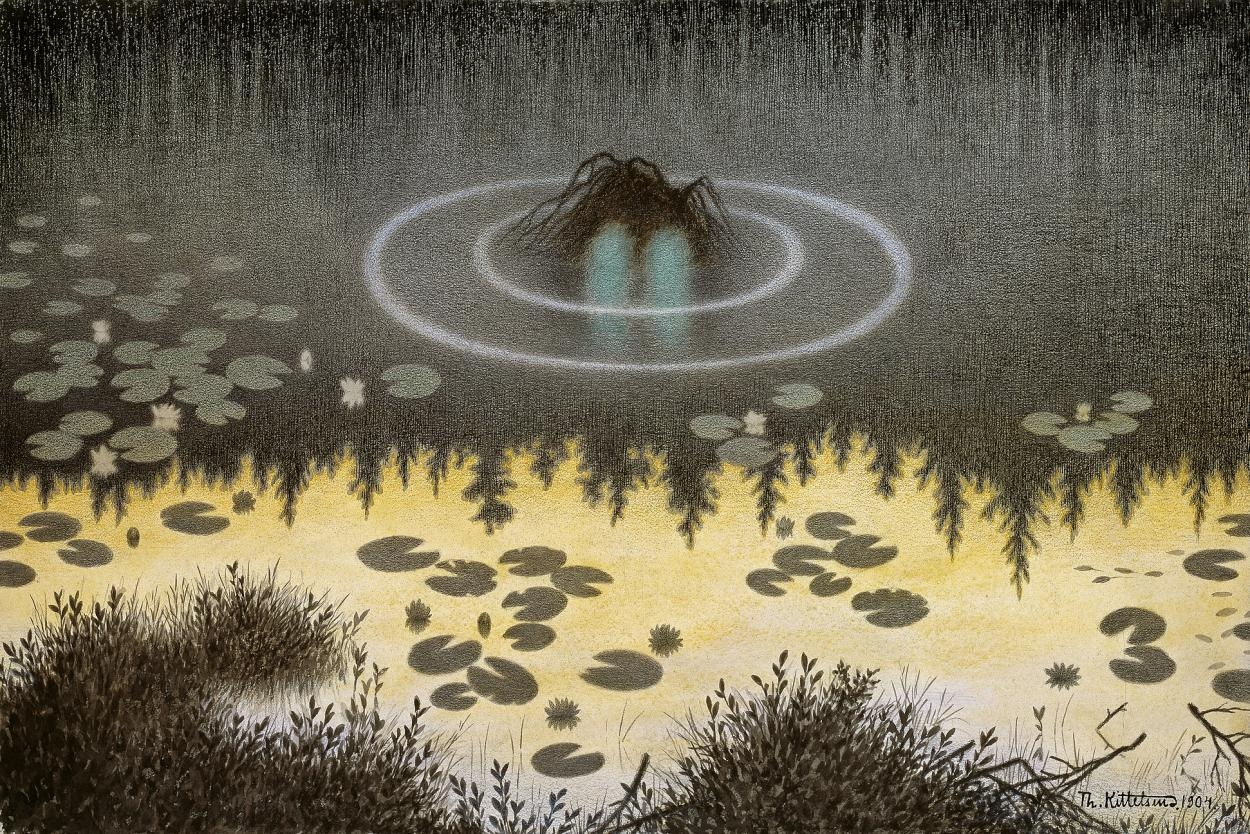
نَكِّن بريشة تيودور كيتلسن، 1904